# Mycosphaerella dianthi
Mycosphaerella dianthi är en svampart som först beskrevs av C.C. Burt, och fick sitt nu gällande namn av Jørst. 1945. Mycosphaerella dianthi ingår i släktet Mycosphaerella och familjen Mycosphaerellaceae.   Inga underarter finns listade i Catalogue of Life.